# Copera
Copera is een geslacht van libellen (Odonata) uit de familie van de breedscheenjuffers (Platycnemididae).

## Soorten
Copera omvat de volgende soorten:
- Copera chantaburii Asahina, 1984
- Copera congolensis (Martin, 1908)
- Copera guttifera (Fraser, 1950)
- Copera imbricata (Hagen, 1863)
- Copera marginipes (Rambur, 1842)
- Copera nyansana (Förster, 1916)
- Copera rubripes (Navás, 1934)
- Copera rufipes (Selys, 1886)
- Copera sikassoensis (Martin, 1912)
- Copera vittata (Selys, 1863)